# 33
Cette page concerne l'année 33  du calendrier julien. Pour l'année 33 av. J.-C., voir 33 av. J.-C. Pour le nombre 33, voir 33 (nombre).
L'année 33 est une année commune qui commence un jeudi.

## Événements
- 3 avril : date probable de la crucifixion de Jésus de Nazareth à Jérusalem sur ordre de Ponce Pilate, gouverneur romain de Judée (ou 30)[1].
- Juillet-août : Caligula épouse Junia Claudilla[2].
- 18 octobre : exilée par Tibère, d'abord à Pompéi, puis sur l'île de Pandataria, Agrippine l'Aînée, femme de Germanicus et petite-fille de Auguste, finit par mourir de faim[3].
- Crise financière à Rome, due à des mesures maladroites, à la baisse du prix des terres, au renchérissement du crédit. Elle conduit à un manque de numéraire aggravé par une crise de confiance et la spéculation. Elle touche des sénateurs, des chevaliers et de riches affranchis. De riches familles aristocratiques sont ruinées. L'empereur Tibère est contraint de créer un fonds d'intervention de 100 millions de sesterces permettant d'emprunter pendant trois ans sans intérêts[4].
- Julia Drusilla, fille de Germanicus, épouse Lucius Cassius Longinus. Sa sœur Julia Livilla épouse Marcus Vinicius[5].
- Le juriste Proculus succède à Marcus Cocceius Nerva à la tête de l'école de droit dite « proculienne »,  à Rome[6].

## Naissances en 33
- Rubellius Plautus, rival politique de Néron.

## Décès en 33
- 3 avril[7]: Jésus-Christ (ou 7 avril 30).
- 18 octobre : Agrippine l'Aînée en déportation sur l'île de Pandataria.
- Gaius Asinius Gallus, veuf de Vipsania Agrippina ex-femme de Tibère et amant potentiel d'Agrippine, meurt de faim après trois ans de détention.